# دواين توماس
دواين توماس (بالإنجليزية: Dwayne Thomas)‏ (22 أبريل 1984 بسالزبوري في المملكة المتحدة - ) هو لاعب كرة قدم أمريكي في مركز الوسط. شارك مع منتخب الجزر العذراء الأمريكية لكرة القدم. أما مع النوادي، فقد لعب مع Helenites SC ‏.

## وصلات خارجية
- دواين توماس على موقع الاتحاد الدولي (مؤرشف)  (الإنجليزية)
- دواين توماس على موقع قاعدة بيانات كرة القدم.إي يو (الإنجليزية)
- دواين توماس على موقع ناشيونال فوتبول تيمز (الإنجليزية)